# Conques
Conques (en occitano Concas) era una comuna francesa situada en el departamento de Aveyron, de la región de Occitania, que el 1 de enero de 2016 pasó a ser una comuna delegada de la comuna nueva de Conques-en-Rouergue al fusionarse con las comunas de Grand-Vabre, Noailhac y Saint-Cyprien-sur-Dourdou.

## Historia

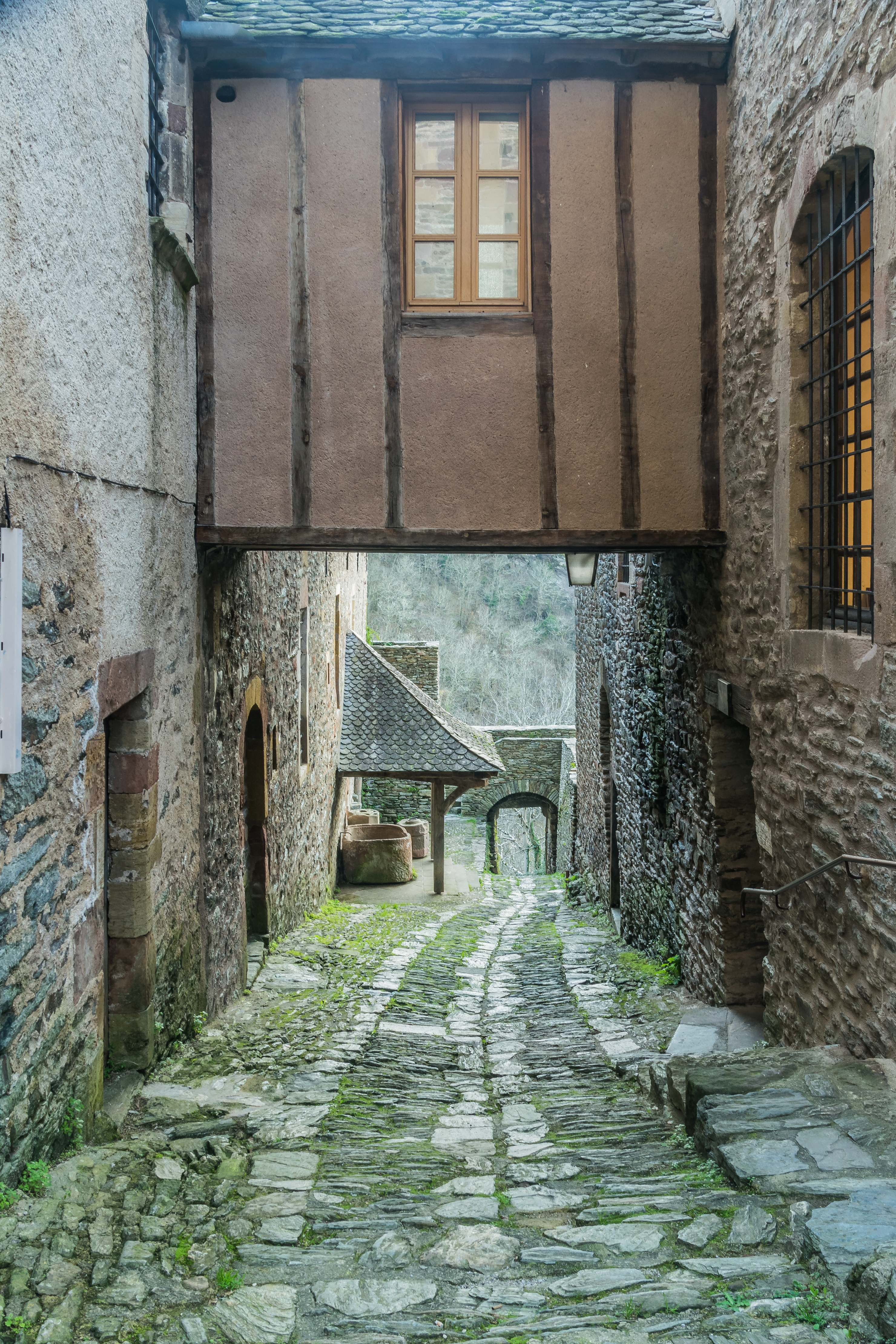
Calle en Conques

Conques se encuentra en el valle del río Dourdou de Conques, en el sudoeste del país y es uno de los centros de peregrinación más importantes de Francia gracias a la abadía de Sainte-Foy. 
Los peregrinos empezaron a llegar a este lugar en el siglo XI cuando los monjes de la abadía obtuvieron las reliquias de Sainte Foy (Santa Fe), una de las primeras mártires cristianas. La abadía desde entonces es parada dentro del Camino francés de Santiago.
La villa de Conques cuenta con apenas 300 habitantes y se aferra a la ladera de una montaña, no hay ninguna sola casa de esta villa que rompa con la armonía del paisaje. Su calle principal se abre a la abadía de Sainte-Foy que sin duda es la edificación más importante. El interior de la abadía es de estilo románico con una nave muy elevada y tres capillas en el extremo este (construidas para proporcionar más altares a los peregrinos. Su construcción data de entre los años 1045 y 1060. Hay que destacar de este conjunto histórico y monumental el tesoro de la abadía que ha logrado sobrevivir a la Revolución escondido por la gente del pueblo.

## Patrimonio

### Iglesia abacial de Santa Fe

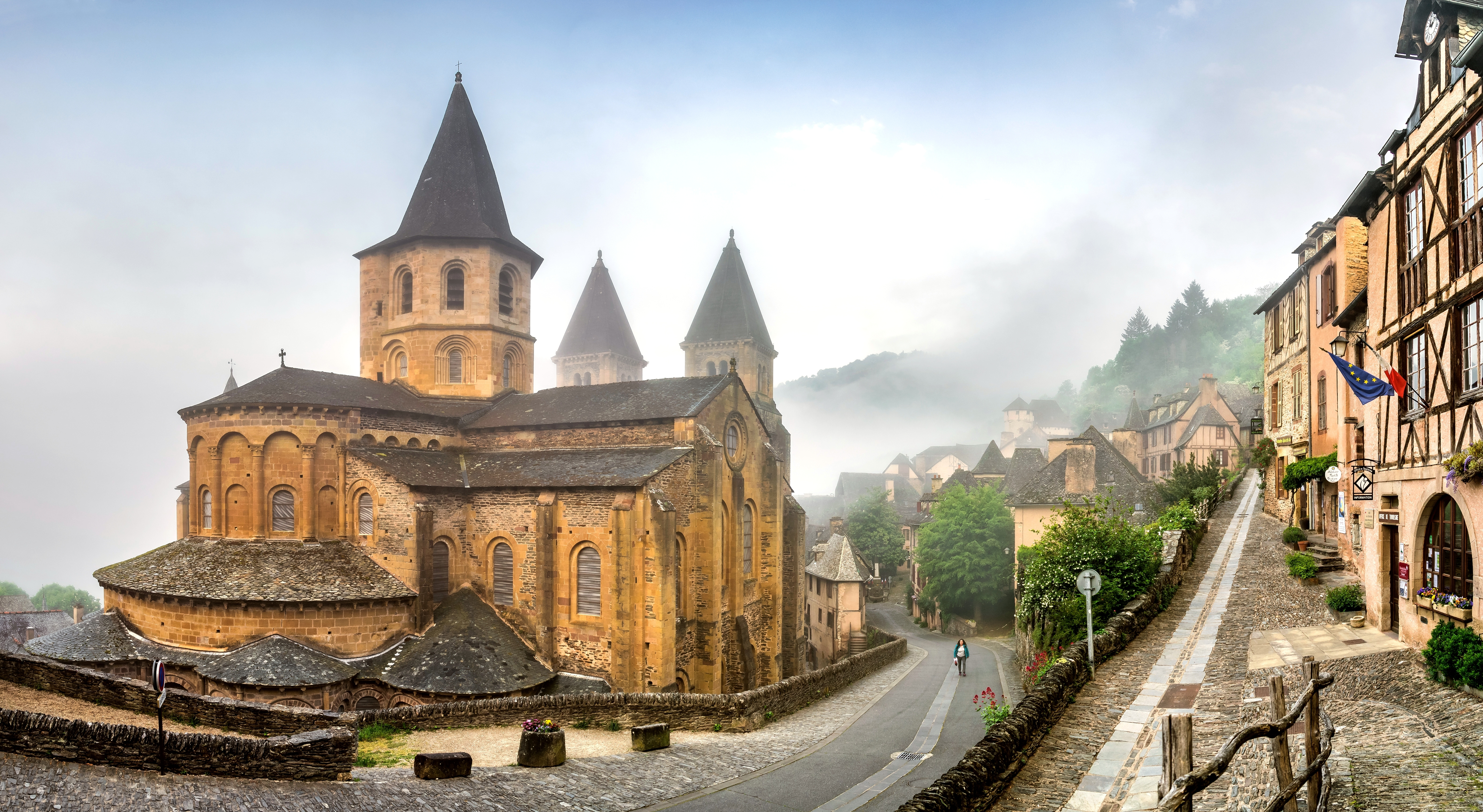
Iglesia abacial de Santa Fe en Conques.

Este importante edificio románico, construido entre los siglos XI y XII, fue una popular parada para los peregrinos en el Camino de Santiago de la via Podiensis en su camino hacia Santiago de Compostela. El principal motivo de los peregrinos medievales en Conques era venerar las reliquias de la mártir del siglo IV, Santa Fe.
Procede de un oratorio del siglo VIII de la abadía de Conques, construido por monjes que huían de los sarracenos que se habían asentado en España. La capilla original fue destruida en el siglo XI para facilitar la creación de una iglesia mucho más grande ya que la llegada de las reliquias había hecho que la ruta de peregrinación se desplazara de Agén a Conques. La segunda fase de la construcción, que se completó a finales del siglo XI, incluyó la construcción de las cinco capillas radiantes, el deambulatorio con techo más bajo y el coro y la nave sin galerías. La tercera fase de la construcción, que se completó a principios del siglo XII, se inspiró en las iglesias de Toulouse y Santiago Compostela. Como la mayoría de las iglesias de peregrinación, Conques tiene planta de basílica modificada con planta cruciforme. Se agregaron galerías sobre las naves laterales y el techo se elevó sobre el crucero y el coro para permitir que la gente circulara al nivel de la galería. La longitud exterior de la iglesia es de 59 metros y la interior es de 56 metros. La altura del crucero es de 26,40 metros. Su elemento más característico es su tímpano románico. También se conserva un tesoro que comprende piezas de arte únicas del período carolingio.

### Calle Carlomagno

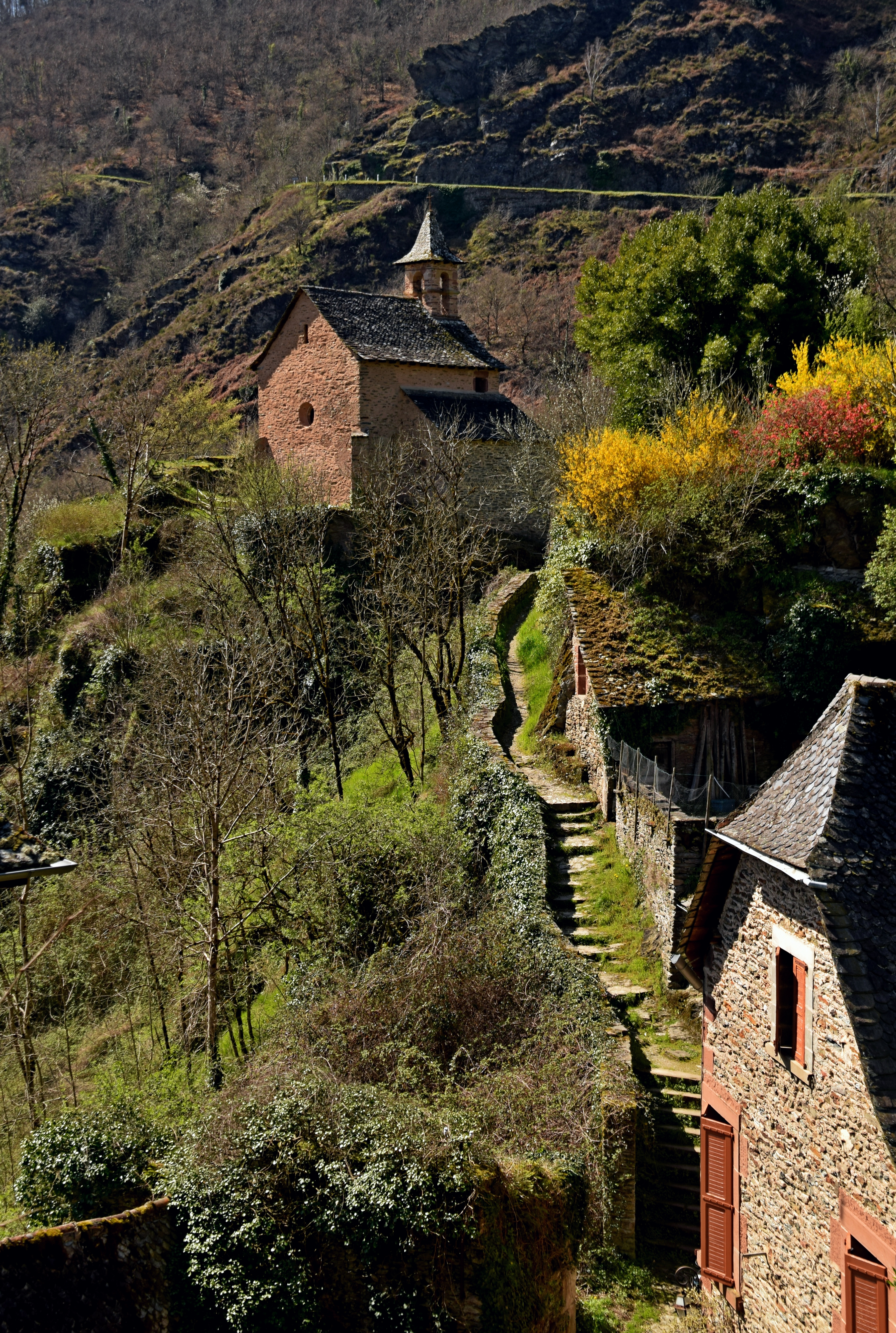
Capilla de Saint-Roch y camino de acceso desde la calle Carlomagno.

En la empinada rue Charlemagne, la Porte du Barry, "suburbio" (faubourg) en occitano) es una poderosa arcada románica de piedra arenisca roja. Todavía llamada en 1907 rue de la Caneyra (actividades relacionadas con el cáñamo), esta vía era utilizada en la Edad Media por los peregrinos que salían de Conques en dirección a Quercy y Aubin. Esta calle todavía conecta la plaza de la abadía con el puente 'romano' de Conques.

### Capilla de Saint-Roch
Situada en un afloramiento rocoso al pie del pueblo de Conques del que está aislado por la vegetación, a 90 metros del puente sobre el Dourdou, la capilla de Saint-Roch fue construida en el siglo XV en el lugar del primitivo castillo de Conques cuya presencia está atestiguada desde el siglo XI. La capilla conserva dos decoraciones pintadas, una de principios del siglo XVI y otra del XIX. Existe una cavidad de naturaleza desconocida en su sótano. Se accede por un pequeño sendero desde la calle Carlomagno.

## Demografía
| Gráfica de evolución demográfica de Conques } entre 1800 y 2013 |
|                                                                 |

Los datos demográficos contemplados en este gráfico de la comuna de Conques se han cogido de 1800 a 1999 de la página francesa EHESS/Cassini, y los demás datos de la página del INSEE.